# Synedoida inepta
Synedoida inepta är en fjärilsart som beskrevs av Edwards 1881. Synedoida inepta ingår i släktet Synedoida och familjen nattflyn. Inga underarter finns listade i Catalogue of Life.